# Dekanat Piera-Capellades
Dekanat Piera-Capellades – jeden z 9 dekanatów diecezji Sant Feliu de Llobregat w Hiszpanii. 
Według stanu na lipiec 2016 w jego skład wchodziło 12 parafii. 

## Lista parafii
Źródło:
| Lp. | Miejscowość              | Parafia                          | Proboszcz                           | Kościół                                                    | Grafika | Adres                                                           |
| --- | ------------------------ | -------------------------------- | ----------------------------------- | ---------------------------------------------------------- | ------- | --------------------------------------------------------------- |
| 1   | Cabrera d’Anoia          | Parafia Najświętszego Zbawiciela | Mn. Bosch Vendrell, Ramon M.        | Kościół Najświętszego Zbawiciela w Cabrera d’Anoia         |         | 08718 Cabrera d’Anoia                                           |
| 2   | Capellades               | Parafia Najświętszej Maryi Panny | Mn. Aguilar Campdepadrós, Josep Ll. | Kościół Najświętszej Maryi Panny w Capellades              |         | Ramon Godó, 4 08786 Capellades                                  |
| 3   | Carme                    | Parafia św. Marcina              | Mn. Aguilar Campdepadrós, Josep Ll. | Kościół św. Marcina w Carme                                |         | Sant Martí, 17 08787 Carme                                      |
| 4   | Els Hostalets de Pierola | Parafia św. Piotra               | Mn. Bosch Vendrell, Ramon M.        | Kościół św. Piotra w Els Hostalets de Pierola              |         | Església, 18 08781 Els Hostalets de Pierola                     |
| 5   | La Llacuna               | Parafia Najświętszej Maryi Panny | Mn. Bosch Vendrell, Ramon M.        | Kościół Najświętszej Maryi Panny w La Llacuna              |         | Pl. Major, 13 08779 La Llacuna                                  |
| 6   | La Torre de Claramunt    | Parafia św. Jana Chrzciciela     | Mn. Aguilar Campdepadrós, Josep Ll. | Kościół św. Jana Chrzciciela w La Torre de Claramunt       |         | Castell, 25 08789 La Torre de Claramunt                         |
| 7   | Màger                    | Parafia św. Piotra               | Mn. Bosch Vendrell, Ramon M.        | Kościół św. Piotra w Màger                                 |         | 08779 Màger (La Llacuna)                                        |
| 8   | Orpí                     | Parafia św. Michała              | Mn. Aguilar Campdepadrós, Josep Ll. | Kościół św. Michała w Orpí                                 |         | Pl. de l’Església, 1 08787 Orpí                                 |
| 9   | Piera                    | Parafia Najświętszej Maryi Panny | Mn. Bosch Vendrell, Ramon M.        | Kościół Najświętszej Maryi Panny w Piera                   |         | Sant Cristòfol, 30 08784 Piera                                  |
| 10  | Santa Maria de Miralles  | Parafia Najświętszej Maryi Panny | Mn. Aguilar Campdepadrós, Josep Ll. | Kościół Najświętszej Maryi Panny w Santa Maria de Miralles |         | Pl. Santa Maria, 1 08787 Santa Maria de Miralles                |
| 11  | Vallbona d’Anoia         | Parafia św. Bartłomieja          | Mn. Bosch Vendrell, Ramon M.        | Kościół św. Bartłomieja w Vallbona d’Anoia                 |         | Pl. Església, 1 08785 Vallbona d’Anoia                          |
| 12  | Vilanova d’Espoia        | Parafia Najświętszego Zbawiciela | Mn. Aguilar Campdepadrós, Josep Ll. | Kościół Najświętszego Zbawiciela w Vilanova d’Espoia       |         | Pl. Església, 1 08789 Vilanova d’Espoia (La Torre de Claramunt) |